# Aplicarea legii în Etiopia
Aplicarea legii în Etiopia este tratată de Poliția Federală Etiopiană la nivel federal și de comisiile regionale de poliție din Statele Etiopiei. Poliția federală etiopiană (PFE) a fost înființată în 1995 pentru a servi publicul, pentru a asigura respectarea drepturilor omului și democratice și pentru a menține siguranța și bunăstarea publicului. Sarcinile sale declarate sunt aplicarea legilor și protejarea garanțiilor constituționale, prevenirea, depistarea și investigarea infracțiunilor, coordonarea comisiilor naționale de poliție de stat și dezvoltarea standardelor naționale de poliție. PFE trebuie să ofere, de asemenea, sprijin operațional comisiilor regionale de poliție.